# Reginald Horace Roger Parminter
Reginald Horace Roger Parminter, britanski general, * 28. marec 1893, † 7. maj 1967.